# آنتونیو مولرو
آنتونیو مولرو (اسپانیایی: Antonio Molero‎؛ زادهٔ ۱۷ ژانویهٔ ۱۹۶۸) بازیگر اهل اسپانیا است.
از فیلم‌ها یا برنامه‌های تلویزیونی که وی در آن نقش داشته‌است، می‌توان به مادران، عشق و زندگی، پزشک خانوادگی، عقاب سرخ و خانواده سرانو اشاره کرد.